# Misak-ı Millî
Misak-ı Millî (Nationaal Pact of Nationale Eed in het Turks) was een pakket van zes besluiten die door het laatste Ottomaanse parlement genomen werden op 28 januari 1920. Na de Eerste Wereldoorlog was het ooit zo omvangrijke Ottomaanse Rijk al haar grondgebieden in de Balkan, Noord-Afrika en het Midden-Oosten kwijtgeraakt, alleen een rompstaatje bleef over dat circa 40% van Anatolië omvatte. Het pact omvatte onder meer een poging om delen van het voormalig grondgebied terug te krijgen door referenda te organiseren in desbetreffende gebiedsdelen. De besluiten werd openlijk gepubliceerd op 12 februari 1920. Dit leidde ertoe dat de Britten, Fransen en Italianen overgingen tot de Bezetten van Istanbul op 16 maart 1920 waarbij het parlement ontslagen werd en een westers gezind parlement werd geïnstalleerd.
Als gevolg van deze gebeurtenissen en de vernederende Verdrag van Sèvres richtten de Turkse nationalisten onder leiding van Veldmaarschalk Mustafa Kemal Ataturk een nieuw parlement op, de Grote Nationale Assemblee van Turkije, in Ankara. Veel voormalige parlementsleden uit het parlement van Istanboel sloten zich aan bij dit parlement. Onder leiding van Ataturk werden de hoofdlijnen van de Misak-i Milli uitgevoerd door verschillende veldslagen tegen deze buitenlandse mogendheden. De Misak-i Milli werd grotendeels verzegeld met het Verdrag van Kars in 1921 waarbij de landgrenzen in het noordoosten werd vastgesteld, het Verdrag van Lausanne in 1923 waarbij de overige landgrenzen van Turkije werden vastgesteld en internationaal erkend en het Verdrag van Montreux in 1936 waarbij Turkije de volledige controle over de Bosporus verkreeg; daarmee mag het deze in oorlogstijd sluiten.

## Afbeeldingen

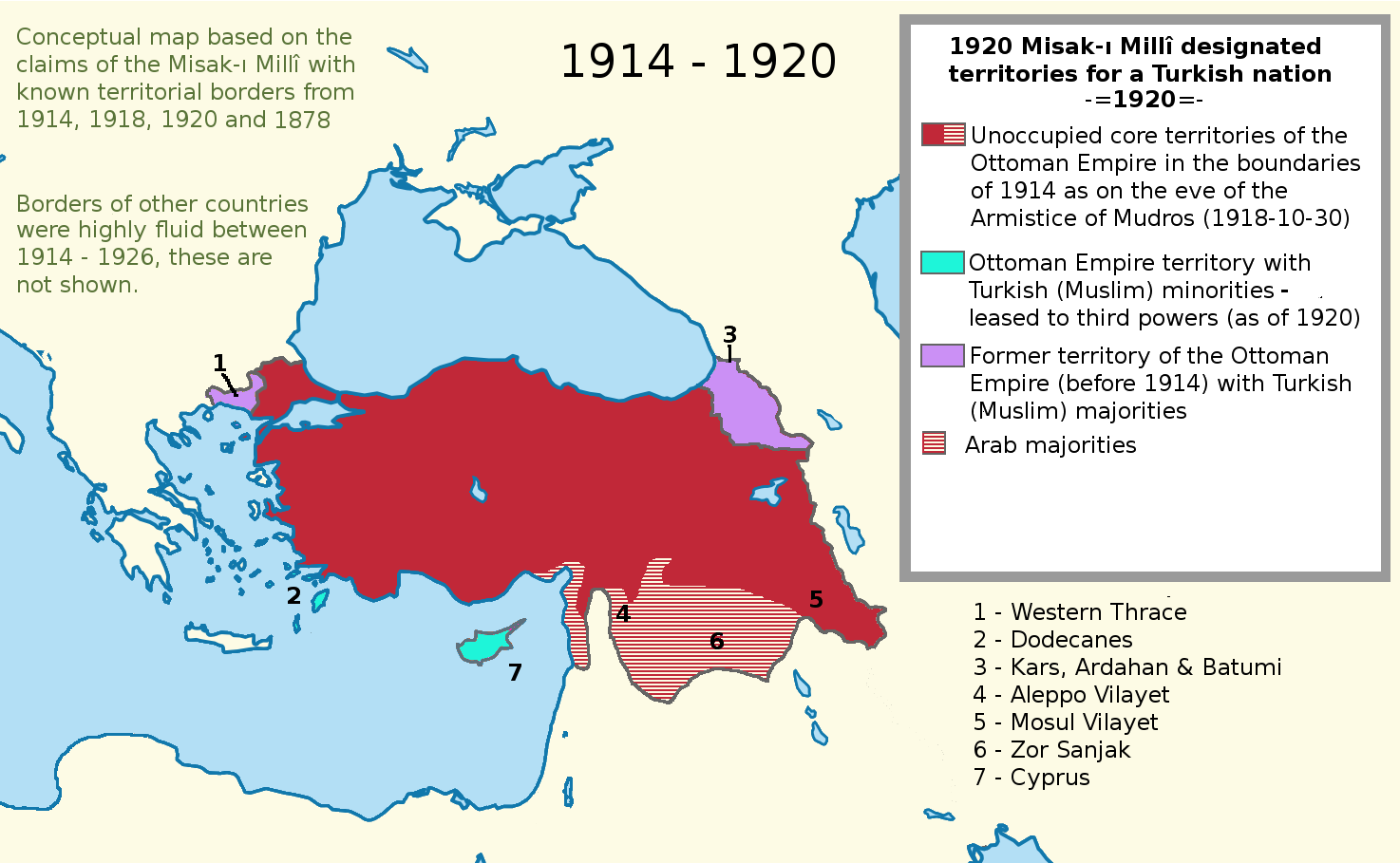
1. Landgrenzen van Turkije volgens de Misak-ı Millî plannen 2. Huidige landsgrenzen van Turkije.